# Emmanuel Pahud

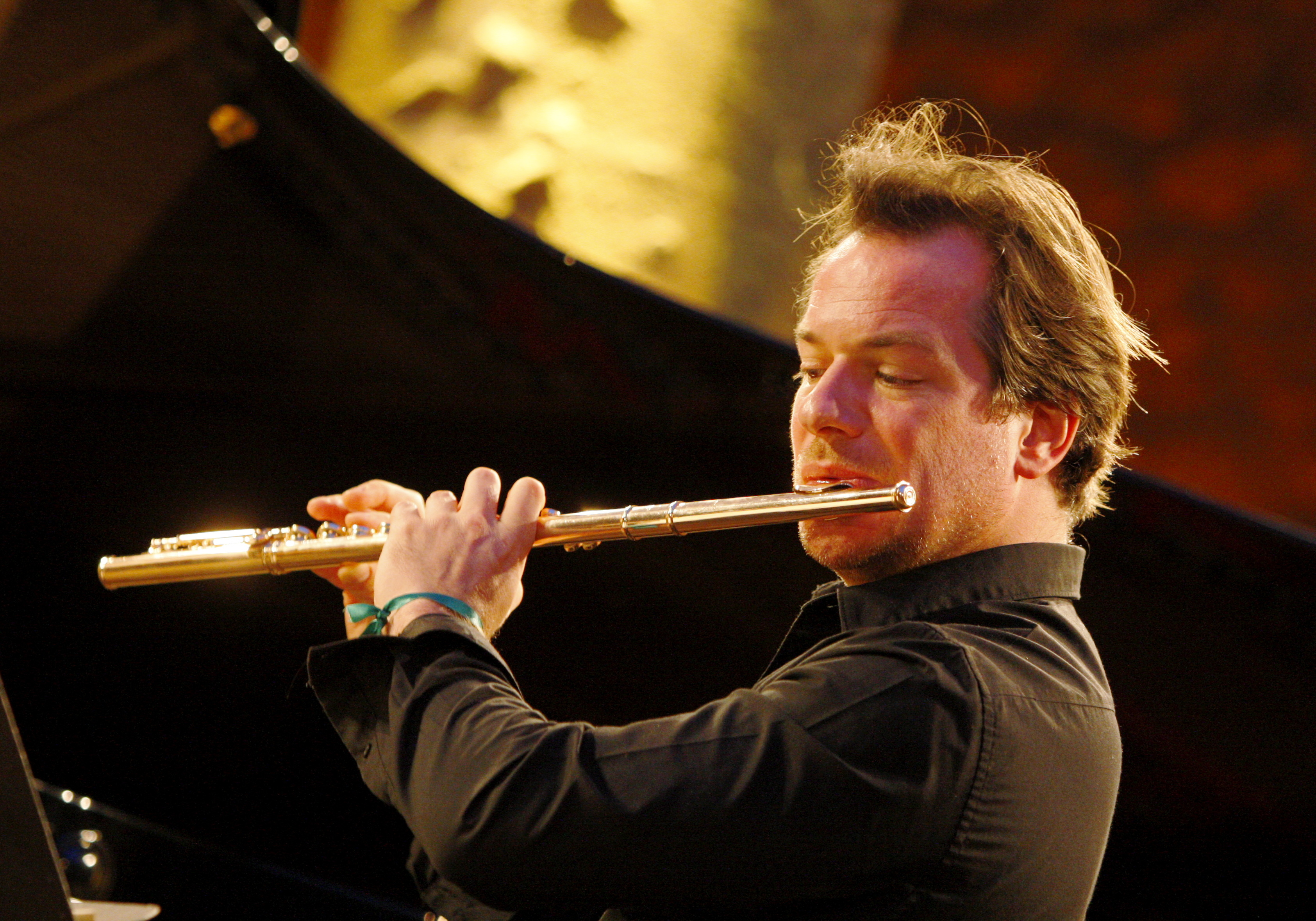
Emmanuel Pahud (2009)

Emmanuel Pahud (* 27. Januar 1970 in Genf) ist ein aus der Romandie stammender Schweizer Flötist.

## Leben
Emmanuel Pahud begann im Alter von sechs Jahren mit dem Flötenspiel. Ausgebildet wurde er in Rom, Brüssel und Paris. 1990 schloss er sein Studium am Conservatoire de Paris ab, um seine Studien dann bei Aurèle Nicolet fortzusetzen. Er gewann erste Preise bei den internationalen Wettbewerben in Duino (1988), Kōbe (1989) und Genf (1992). Neben weiteren Preisen wurde er auch von der Yehudi Menuhin Stiftung ausgezeichnet.
Emmanuel Pahud war zunächst als Solo-Flötist beim Rundfunk-Symphonieorchester Basel und den Münchner Philharmonikern unter Sergiu Celibidache tätig. Mit 22 Jahren wurde er als damals jüngstes Mitglied Solo-Flötist der Berliner Philharmoniker unter Claudio Abbado. Nach einer kurzen Unterbrechung ist er seit 2002 wieder Mitglied der Berliner Philharmoniker.

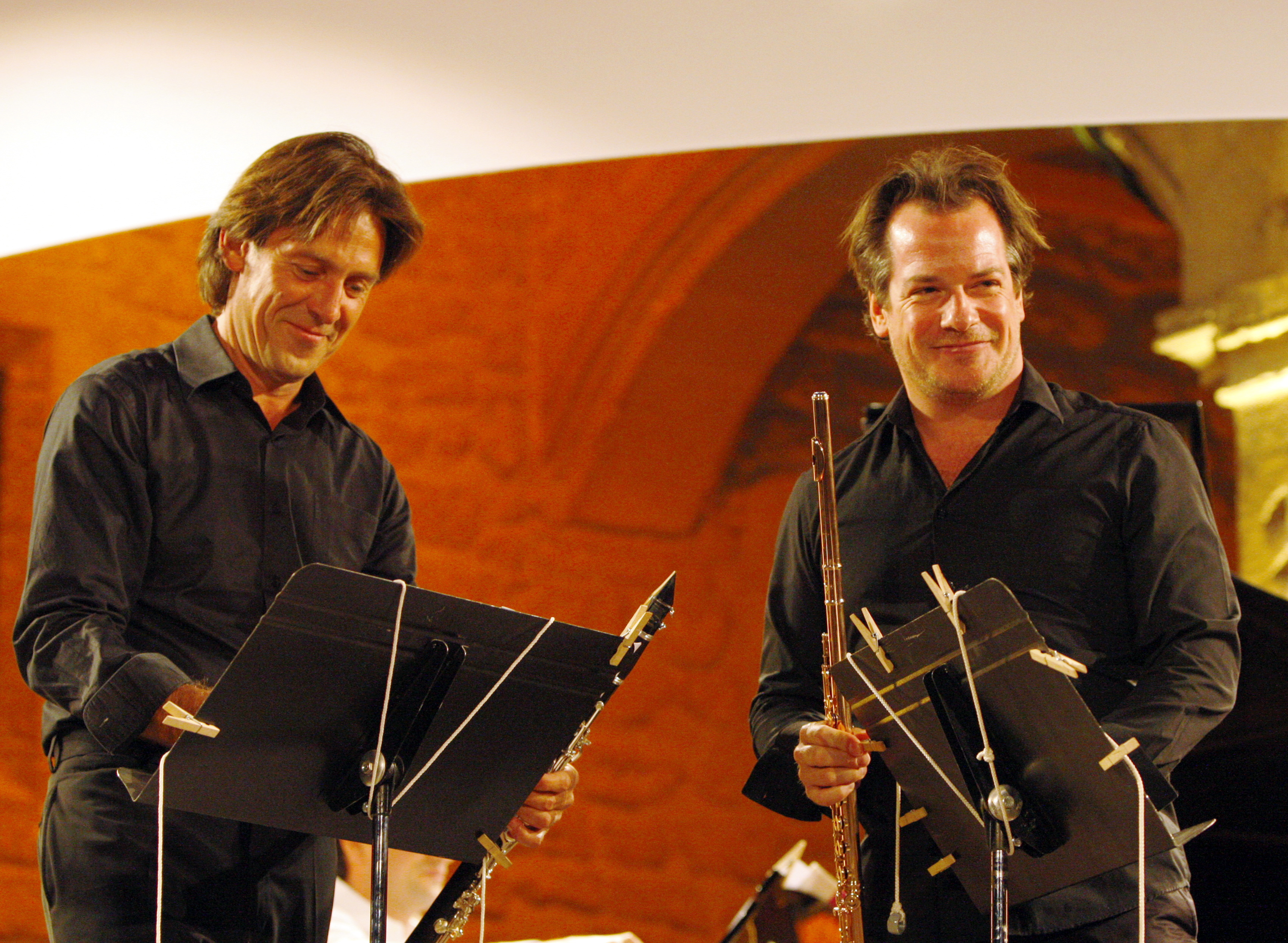
Paul Meyer und Emmanuel Pahud

Neben seiner Orchestertätigkeit ist Emmanuel Pahud regelmäßig als Solist bei großen internationalen Festivals zu Gast und tritt mit renommierten Orchestern unter prominenten Dirigenten auf. Auch als Kammermusiker geht er regelmäßig auf Tournee; zu seinen Partnern zählen dabei unter anderem Yefim Bronfman, Hélène Grimaud und Stephen Kovacevich. Mit dem Pianisten Éric Le Sage und dem Klarinettisten Paul Meyer gründete er das sechsköpfige Ensemble „Les Vents Français“ und rief mit ihnen 1993 das Kammermusik-Festival „Musique à l’Empéri“ ins Leben. 2014 und 2015 wurde Emmanuel Pahud erneut mit dem ECHO Klassik als Flötist des Jahres ausgezeichnet.
Emmanuel Pahuds Repertoire reicht von der Barockmusik bis zum Jazz und in die Moderne, darunter auch Uraufführungen von Elliott Carter und Luca Lombardi.

## Diskographische Hinweise
Seit 1996 steht Pahud bei der Plattenfirma EMI, heute Warner Classics, unter Vertrag. Zu seinen Aufnahmen gehört eine CD mit den Konzerten von Mozart (einschließlich des Konzerts für Flöte und Harfe mit Marie Pierre Langlamet) mit den Berliner Philharmonikern unter Claudio Abbado; weiterhin „Paris“ (eine CD mit Flötenmusik des 20. Jahrhunderts mit Werken von Francis Poulenc, Darius Milhaud, Pierre Sancan, André Jolivet, Henri Dutilleux und Olivier Messiaen), Aufnahmen der Flötenquartette von Mozart, Konzerte von Georg Philipp Telemann, eine Aufnahme mit Werken von Johann Sebastian Bach, die Konzerte von Aram Chatschaturjan und Jacques Ibert mit dem Zürcher Tonhalle-Orchester unter David Zinman, eine CD mit der Sonate von Sergei Prokofiev und Musik von Claude Debussy und Maurice Ravel, Sofia Gubaidulinas Musik für Flöte, Streicher und Schlagzeug mit dem London Symphony Orchestra unter Mstislaw Leopoldowitsch Rostropowitsch. 
Zu nennen sind weiterhin Einspielungen von (teilweise für Flöte bearbeiteten) Sonaten von César Franck, Richard Strauss und Charles-Marie Widor, sowie französische Kammermusik unter dem Titel French Connection, Flötenkonzerte von Antonio Vivaldi mit dem Australian Chamber Orchestra, Into the Blue (ein Jazz-Album mit Jacky Terrasson, das für einen Grammy Award nominiert wurde) und Sonaten von Brahms und Reinecke mit Yefim Bronfman. 2008 erfolgte eine Einspielung der Flötensonaten Johann Sebastian Bachs mit Trevor Pinnock. 2010 erschien eine CD mit dem Titel Fantasy. A Night at the Opera mit dem Rotterdam Philharmonic Orchestra unter der Leitung von Yannick Nézet-Séguin. Im März 2015 erschien seine CD Revolution mit Flötenkonzerten von Pariser Zeitgenossen der Französischen Revolution, darunter François Devienne, Christoph Willibald Gluck und Ignaz Pleyel.
2016 veröffentlichte er ein Album mit Flötenkonzerten von Carl Philipp Emanuel Bach bei Warner Classics, 2018 das Album Solo, 2019 Dreamtime.

## Auszeichnungen
- 1998: ECHO Klassik in der Kategorie „Konzerteinspielung des Jahres“ für Flötenkonzerte 1 & 2 (W. A. Mozart) mit den Berliner Philharmonikern unter Claudio Abbado
- 2001: ECHO Klassik in der Kategorie „Instrumentalist des Jahres (Flöte)“ für Orchestersuite Nr. 2 (J. S. Bach)
- 2003: ECHO Klassik in der Kategorie „Instrumentalist des Jahres (Flöte)“ für Flötenkonzerte (G. P. Telemann)
- 2005: ECHO Klassik in der Kategorie „Instrumentalist des Jahres (Flöte)“ für Franck, Widor, Strauss – Flute Sonatas
- 2009: ECHO Klassik in der Kategorie „Instrumentalist des Jahres (Flöte)“ für Johann Sebastian Bach, Die Flötensonaten
- 2014: ECHO Klassik in der Kategorie „Instrumentalist des Jahres (Flöte)“ für French Music for Winds[3]
- 2015: ECHO Klassik in der Kategorie „Konzerteinspielung des Jahres“ für Revolution mit dem Kammerorchester Basel unter Giovanni Antonini